# Triopsidae
Famille
Les Triopsidae sont une famille de crustacés de la classe des Branchiopoda, la seule actuelle de l'ordre des Notostraca.

## Liste des genres
Selon ITIS (10 novembre 2015) :
- Lepidurus Leach, 1819 -- entre 7 et 10 espèces
- Triops Schrank, 1803 -- entre 3 et 10 espèces

Cette famille comprend plusieurs genres éteints, comme  Jeholops, Chenops et Lynceites. 

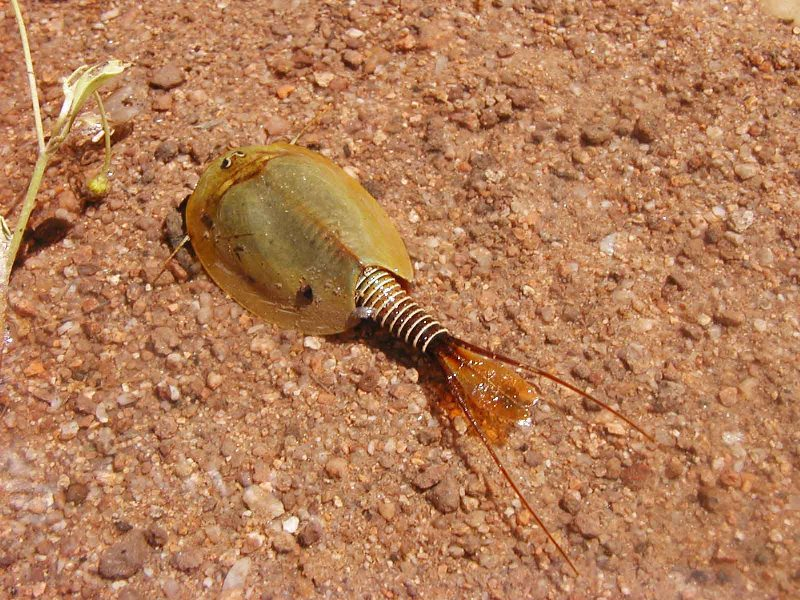
Lepidurus apus
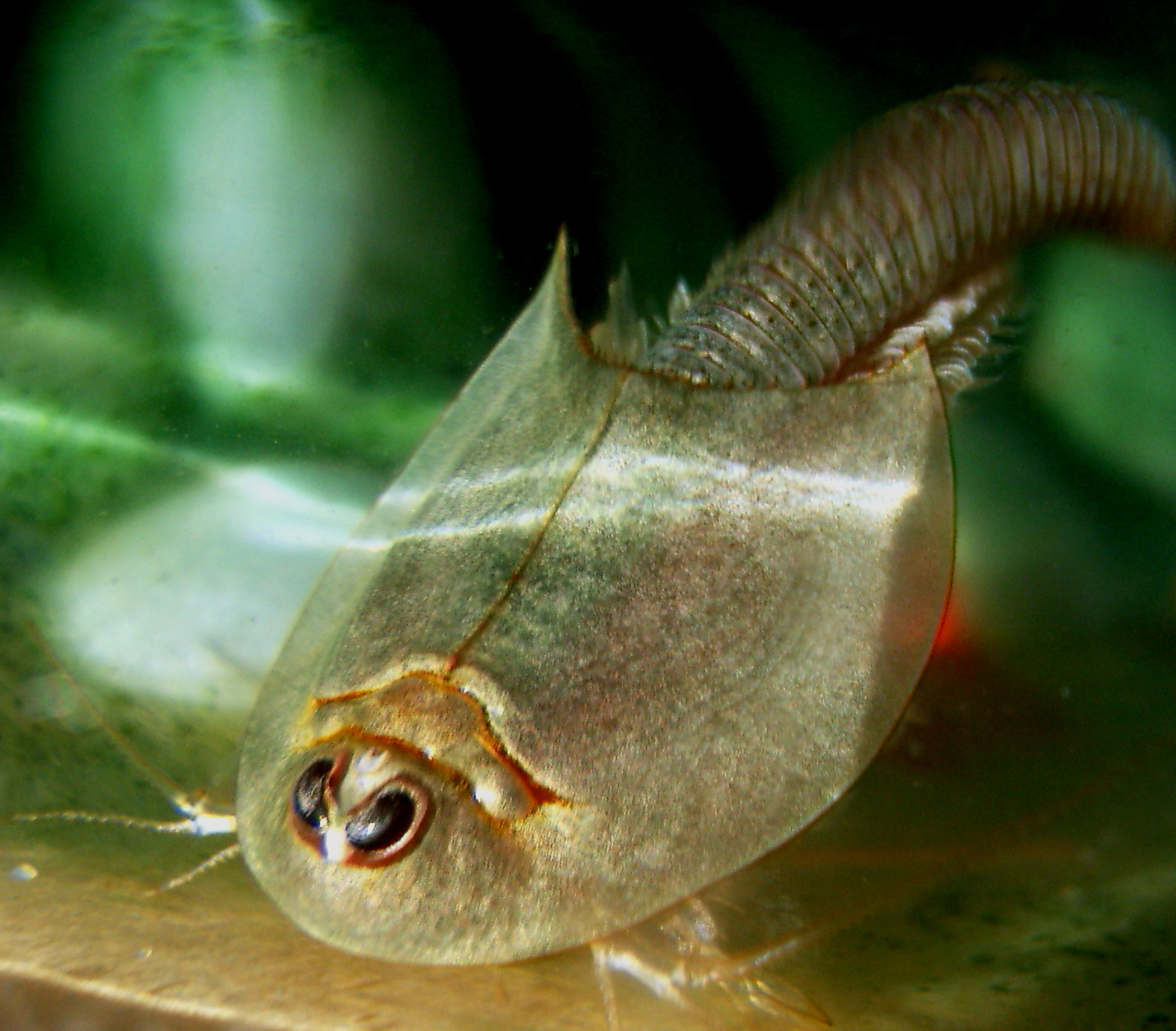
Triops longicaudatus
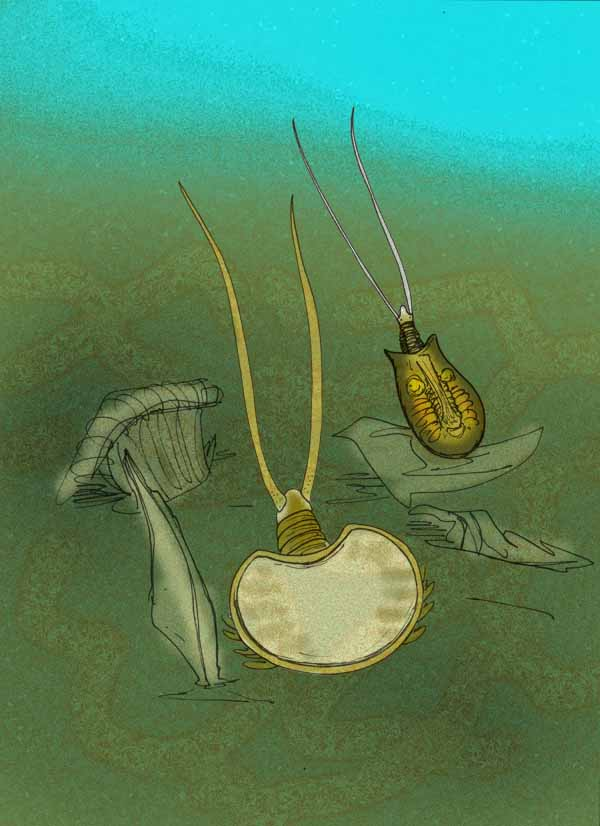
Reconstitution de deux genres éteints, Jeholops et Chenops